# 셜고터랸구

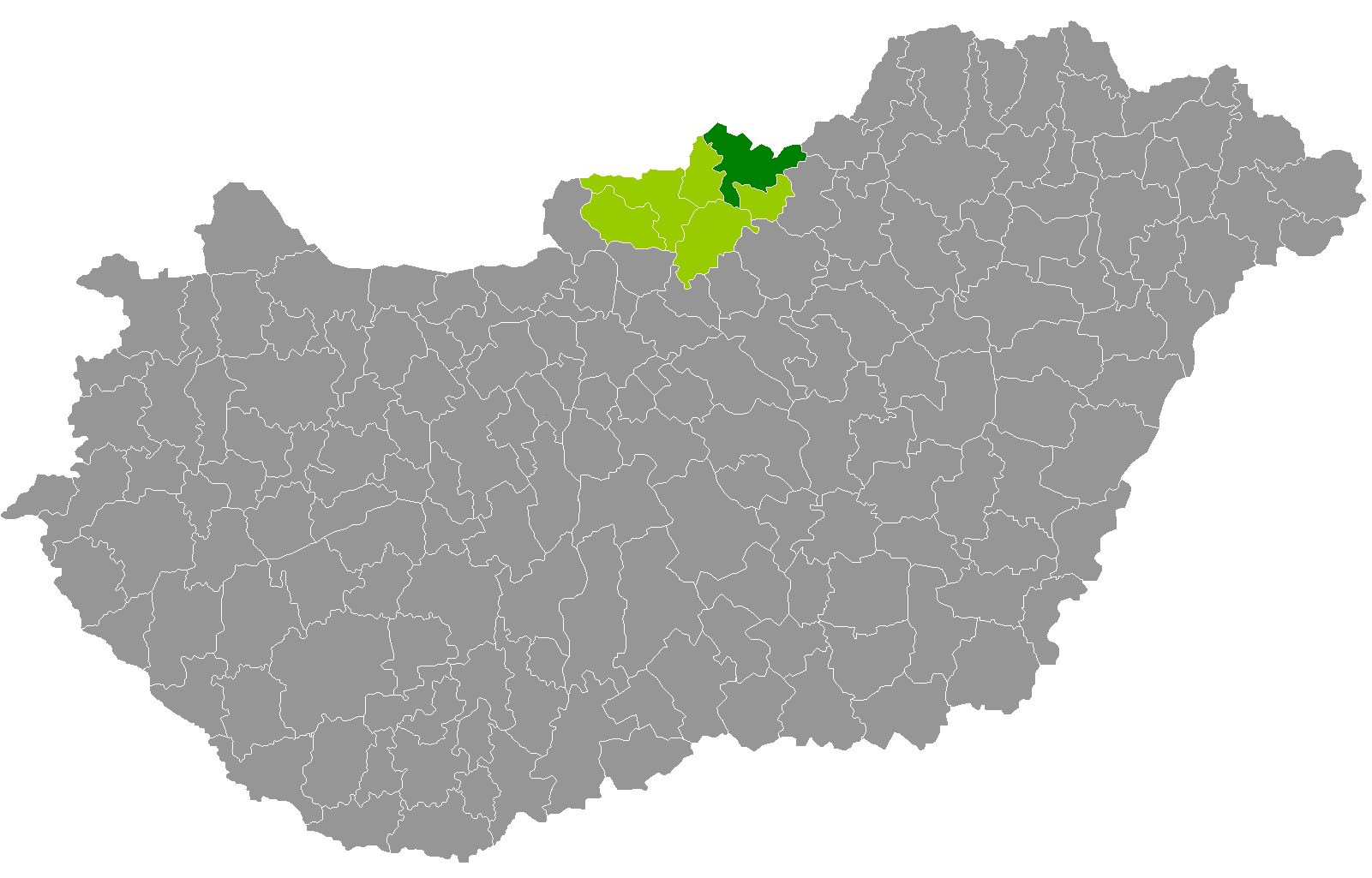
노그라드주 지도에 표시된 셜고터랸구의 위치

셜고터랸구(헝가리어: Salgótarjáni járás)는 헝가리 노그라드주에 위치한 구로 구청 소재지는 셜고터랸이며 면적은 525.23km2, 인구는 64,601명(2011년 기준), 인구 밀도는 123명/km2이다.
남동쪽으로는 바토니테레네구, 보르쇼드어버우이젬플렌주 오즈드구, 남쪽으로는 파스토구, 서쪽으로는 세체니구와 접하며 북쪽으로는 슬로바키아와 국경을 접한다. 29개 지방 자치체(1개 도시주, 28개 마을)를 관할한다.

구기
구 문장